# Tekkeköy (district)
Tekkeköy is een Turks district in de provincie Samsun en telt 49.046 inwoners (2007). Het district heeft een oppervlakte van 316,1 km². Hoofdplaats is Tekkeköy.
De bevolkingsontwikkeling van het district is weergegeven in onderstaande tabel.
| 1997   | 2000   | 2007   |
| ------ | ------ | ------ |
| 48.851 | 50.476 | 49.046 |